# Stigmella tityrella
Stigmella tityrella là một loài bướm đêm thuộc họ Nepticulidae. Nó được tìm thấy ở khắp châu Âu, except phần châu Âu thuộc Nga.

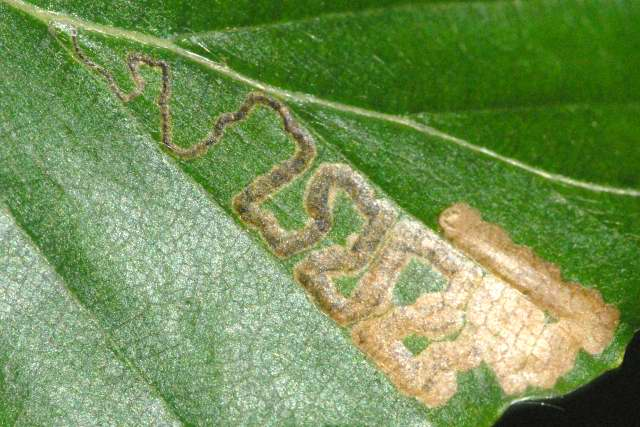
Stigmella tityrella mine

Sải cánh dài 5–6 mm. Con trưởng thành bay từ tháng 4 đến tháng 5 và again từ tháng 7 đến tháng 8. Có hai lứa trưởng thành một năm.
Ấu trùng ăn Fagus sylvatica. Chúng ăn lá nơi chúng làm tổ. 